# Elbasan Rashani
Elbasan Rashani (Hillerstorp, 9 maggio 1993) è un calciatore norvegese naturalizzato kosovaro,  attaccante della nazionale kosovara, svincolato.

## Carriera

### Club
Rashani ha iniziato la sua carriera professionistica con la maglia dell'Odd Grenland. Ha debuttato in squadra il 9 giugno 2010, subentrando a Bentley nel successo per 6-2 sul Mjøndalen, in un match valido per l'edizione stagionale del Norgesmesterskapet.
Il 10 aprile 2011 ha esordito nell'Eliteserien, sostituendo Håvard Storbæk nella sconfitta per 2-0 contro lo Strømsgodset. Si è congedato dall'Odd a metà del campionato 2014, totalizzando 79 presenze e 11 reti tra tutte le competizioni.
Il 24 luglio 2014 è stato ufficialmente ingaggiato dalla squadra danese del Brøndby per 850.000 euro, firmando un contratto quadriennale. Ha esordito nella Superligaen in data 28 luglio, schierato titolare nella vittoria interna per 2-0 sul Silkeborg. Il 31 luglio ha disputato la prima partita nelle competizioni europee per club, nella sconfitta per 3-0 maturata sul campo del Club Bruges. Il 10 agosto successivo ha segnato la prima rete nella massima divisione danese, nel pareggio per 1-1 contro l'Odense.
L'11 gennaio 2016 è stato ingaggiato dal Rosenborg, in prestito con opzione per l'acquisto a titolo definitivo. Ha scelto di vestire la maglia numero 15. Il 18 novembre, il Rosenborg ha confermato d'aver esercitato il diritto d'acquisto sul giocatore, che ha firmato un accordo biennale col nuovo club.
Il 4 agosto 2017, l'Odd ha reso noto d'aver ingaggiato Rashani a titolo definitivo, col giocatore che si è legato al club per i successivi tre anni e mezzo. Ha scelto di vestire la maglia numero 11.
Il 24 gennaio 2021 è passato ai turchi dell'Erzurum BB.
Il 16 luglio 2021 firma per il Clermont Foot.
Il 30 agosto 2024 viene ceduto all'Elche.

### Nazionale
Rashani ha rappresentato la Norvegia a livello Under-17, Under-18, Under-19, Under-20 ed Under-21. Per quanto concerne quest'ultima selezione, ha esordito in data 6 febbraio 2013, sostituendo Thomas Drage nell'amichevole persa per 2-0 contro la Turchia. Il 19 novembre successivo ha segnato la prima rete, nella vittoria per 1-3 sulla Macedonia.
Il 29 maggio 2016, il commissario tecnico del Kosovo, Albert Bunjaku, ha diramato le convocazioni per la prima partita riconosciuta da UEFA e FIFA della selezione balcanica, un'amichevole contro le Fær Øer: Rashani è stato incluso all'interno di questo elenco. Il 3 giugno successivo, il giocatore ha effettuato il proprio esordio, subentrando a Bersant Celina e contribuendo alla vittoria per 2-0 della Nazionale kosovara.

## Statistiche

### Presenze e reti nei club
Statistiche aggiornate al 31 gennaio 2023.
| Stagione         | Club             | Campionato       | Campionato | Campionato | Coppe nazionali | Coppe nazionali | Coppe nazionali | Coppe continentali | Coppe continentali | Coppe continentali | Supercoppe | Supercoppe | Supercoppe | Totale | Totale |
| Stagione         | Club             | Comp             | Pres       | Reti       | Comp            | Pres            | Reti            | Comp               | Pres               | Reti               | Comp       | Pres       | Reti       | Pres   | Reti   |
| ---------------- | ---------------- | ---------------- | ---------- | ---------- | --------------- | --------------- | --------------- | ------------------ | ------------------ | ------------------ | ---------- | ---------- | ---------- | ------ | ------ |
| 2010             | Odd              | ES               | 1          | 0          | CN              | 1               | 0               | -                  | -                  | -                  | -          | -          | -          | 2      | 0      |
| 2011             | Odd              | ES               | 16         | 0          | CN              | 1               | 0               | -                  | -                  | -                  | -          | -          | -          | 17     | 0      |
| 2012             | Odd              | ES               | 16         | 1          | CN              | 2               | 2               | -                  | -                  | -                  | -          | -          | -          | 18     | 3      |
| 2013             | Odd              | ES               | 21         | 2          | CN              | 4               | 2               | -                  | -                  | -                  | -          | -          | -          | 25     | 4      |
| gen.-lug. 2014   | Odd              | ES               | 15         | 4          | CN              | 2               | 0               | -                  | -                  | -                  | -          | -          | -          | 17     | 4      |
| 2014-2015        | Brøndby          | SL               | 14         | 2          | CD              | 1               | 0               | UEL                | 2                  | 0                  | -          | -          | -          | 17     | 2      |
| 2015-gen. 2016   | Brøndby          | SL               | 10         | 1          | CD              | 1               | 0               | UEL                | 7                  | 4                  | -          | -          | -          | 18     | 5      |
| Totale Brøndby   | Totale Brøndby   | Totale Brøndby   | 24         | 3          |                 | 2               | 0               |                    | 9                  | 4                  |            | -          | -          | 35     | 7      |
| 2016             | Rosenborg        | ES               | 19         | 3          | CN              | 6               | 1               | UCL+UEL            | 1+2                | 0                  | -          | -          | -          | 28     | 4      |
| gen.-ago. 2017   | Rosenborg        | ES               | 8          | 0          | CN              | 1               | 0               | UCL                | 2                  | 0                  | SN         | 1          | 0          | 12     | 0      |
| Totale Rosenborg | Totale Rosenborg | Totale Rosenborg | 27         | 3          |                 | 7               | 1               |                    | 5                  | 0                  |            | 1          | 0          | 40     | 4      |
| ago.-dic. 2017   | Odd              | ES               | 13         | 2          | CN              | 0               | 0               | UEL                | -                  | -                  | -          | -          | -          | 13     | 2      |
| 2018             | Odd              | ES               | 27         | 7          | CN              | 2               | 0               | -                  | -                  | -                  | -          | -          | -          | 29     | 7      |
| 2019             | Odd              | ES               | 29         | 3          | CN              | 4               | 0               | -                  | -                  | -                  | -          | -          | -          | 33     | 3      |
| 2020             | Odd              | ES               | 24         | 3          | -               | -               | -               | -                  | -                  | -                  | -          | -          | -          | 24     | 3      |
| Totale Odd       | Totale Odd       | Totale Odd       | 162        | 22         |                 | 16              | 4               |                    | -                  | -                  |            | -          | -          | 188    | 26     |
| gen.-giu. 2021   | Erzurum BB       | SL               | 12         | 3          | CT              | -               | -               | -                  | -                  | -                  | -          | -          | -          | 12     | 3      |
| 2021-2022        | Clermont Foot    | L1               | 29         | 8          | CF              | 2               | 0               | -                  | -                  | -                  | -          | -          | -          | 31     | 8      |
| 2022-2023        | Clermont Foot    | L1               | 18         | 2          | CF              | -               | -               | -                  | -                  | -                  | -          | -          | -          | 18     | 2      |
| Totale Clermont  | Totale Clermont  | Totale Clermont  | 47         | 10         |                 | 2               | 0               |                    | -                  | -                  |            | -          | -          | 49     | 10     |
| Totale carriera  | Totale carriera  | Totale carriera  | 272        | 41         |                 | 27              | 5               |                    | 14                 | 4                  |            | 1          | 0          | 313    | 50     |

### Cronologia presenze e reti in nazionale
| Cronologia completa delle presenze e delle reti in nazionale ― Kosovo | Cronologia completa delle presenze e delle reti in nazionale ― Kosovo | Cronologia completa delle presenze e delle reti in nazionale ― Kosovo | Cronologia completa delle presenze e delle reti in nazionale ― Kosovo | Cronologia completa delle presenze e delle reti in nazionale ― Kosovo | Cronologia completa delle presenze e delle reti in nazionale ― Kosovo | Cronologia completa delle presenze e delle reti in nazionale ― Kosovo | Cronologia completa delle presenze e delle reti in nazionale ― Kosovo |
| Data                                                                  | Città                                                                 | In casa                                                               | Risultato                                                             | Ospiti                                                                | Competizione                                                          | Reti                                                                  | Note                                                                  |
| --------------------------------------------------------------------- | --------------------------------------------------------------------- | --------------------------------------------------------------------- | --------------------------------------------------------------------- | --------------------------------------------------------------------- | --------------------------------------------------------------------- | --------------------------------------------------------------------- | --------------------------------------------------------------------- |
| 3-6-2016                                                              | Francoforte                                                           | Fær Øer                                                               | 0 – 2                                                                 | Kosovo                                                                | Amichevole                                                            | 1                                                                     | 79’                                                                   |
| 6-10-2017                                                             | Scutari                                                               | Kosovo                                                                | 0 – 2                                                                 | Ucraina                                                               | Qual. Mondiali 2018                                                   | -                                                                     | 62’                                                                   |
| 13-11-2017                                                            | Kosovska Mitrovica                                                    | Kosovo                                                                | 4 – 3                                                                 | Lettonia                                                              | Amichevole                                                            | 1                                                                     | 70’                                                                   |
| 27-3-2018                                                             | Franconville                                                          | Kosovo                                                                | 2 – 0                                                                 | Burkina Faso                                                          | Amichevole                                                            | -                                                                     | 46’ 86’                                                               |
| 7-6-2019                                                              | Podgorica                                                             | Montenegro                                                            | 1 – 1                                                                 | Kosovo                                                                | Qual. Euro 2020                                                       | -                                                                     | 78’                                                                   |
| 10-6-2019                                                             | Sofia                                                                 | Bulgaria                                                              | 2 – 3                                                                 | Kosovo                                                                | Qual. Euro 2020                                                       | 1                                                                     | 76’                                                                   |
| 7-9-2019                                                              | Pristina                                                              | Kosovo                                                                | 2 – 1                                                                 | Rep. Ceca                                                             | Qual. Euro 2020                                                       | -                                                                     | 51’                                                                   |
| 10-10-2019                                                            | Pristina                                                              | Kosovo                                                                | 1 – 0                                                                 | Gibilterra                                                            | Amichevole                                                            | -                                                                     | 46’                                                                   |
| 14-11-2019                                                            | Plzeň                                                                 | Rep. Ceca                                                             | 2 – 1                                                                 | Kosovo                                                                | Qual. Euro 2020                                                       | -                                                                     | 85’                                                                   |
| 17-11-2019                                                            | Pristina                                                              | Kosovo                                                                | 0 – 4                                                                 | Inghilterra                                                           | Qual. Euro 2020                                                       | -                                                                     | 82’                                                                   |
| 12-1-2020                                                             | Doha                                                                  | Kosovo                                                                | 0 – 1                                                                 | Svezia                                                                | Amichevole                                                            | -                                                                     | 84’                                                                   |
| 3-9-2020                                                              | Parma                                                                 | Moldavia                                                              | 1 – 1                                                                 | Kosovo                                                                | UEFA Nations League 2020-2021 - 1º turno                              | -                                                                     | 75’                                                                   |
| 8-10-2020                                                             | Skopje                                                                | Macedonia del Nord                                                    | 2 – 1                                                                 | Kosovo                                                                | Qual. Euro 2020                                                       | -                                                                     | 46’ 86’                                                               |
| 11-10-2020                                                            | Pristina                                                              | Kosovo                                                                | 0 – 1                                                                 | Slovenia                                                              | UEFA Nations League 2020-2021 - 1º turno                              | -                                                                     | 83’ 89’                                                               |
| 14-10-2020                                                            | Amarousio                                                             | Grecia                                                                | 0 – 0                                                                 | Kosovo                                                                | UEFA Nations League 2020-2021 - 1º turno                              | -                                                                     | 80’                                                                   |
| 11-11-2020                                                            | Elbasan                                                               | Albania                                                               | 2 – 1                                                                 | Kosovo                                                                | Amichevole                                                            | -                                                                     | 46’                                                                   |
| 15-11-2020                                                            | Lubiana                                                               | Slovenia                                                              | 2 – 1                                                                 | Kosovo                                                                | UEFA Nations League 2020-2021 - 1º turno                              | -                                                                     | 84’                                                                   |
| 2-9-2021                                                              | Batumi                                                                | Georgia                                                               | 0 – 1                                                                 | Kosovo                                                                | Qual. Mondiali 2022                                                   | -                                                                     | 90+3’                                                                 |
| 8-9-2021                                                              | Pristina                                                              | Kosovo                                                                | 0 – 2                                                                 | Spagna                                                                | Qual. Mondiali 2022                                                   | -                                                                     |                                                                       |
| 9-10-2021                                                             | Solna                                                                 | Svezia                                                                | 3 – 0                                                                 | Kosovo                                                                | Qual. Mondiali 2022                                                   | -                                                                     | 87’                                                                   |
| 12-10-2021                                                            | Pristina                                                              | Kosovo                                                                | 1 – 2                                                                 | Georgia                                                               | Qual. Mondiali 2022                                                   | -                                                                     | 32’ 59’                                                               |
| 24-9-2022                                                             | Belfast                                                               | Irlanda del Nord                                                      | 2 – 1                                                                 | Kosovo                                                                | UEFA Nations League 2022-2023 - 1º turno                              | -                                                                     | 87’                                                                   |
| 27-9-2022                                                             | Pristina                                                              | Kosovo                                                                | 5 – 1                                                                 | Cipro                                                                 | UEFA Nations League 2022-2023 - 1º turno                              | 1                                                                     | 64’                                                                   |
| 12-11-2023                                                            | Pristina                                                              | Kosovo                                                                | 1 – 0                                                                 | Israele                                                               | Qual. Euro 2024                                                       | -                                                                     | 61’                                                                   |
| 18-11-2023                                                            | Basilea                                                               | Svizzera                                                              | 1 – 1                                                                 | Kosovo                                                                | Qual. Euro 2024                                                       | -                                                                     | 29’ 46’                                                               |
| 21-11-2023                                                            | Pristina                                                              | Kosovo                                                                | 0 – 1                                                                 | Bielorussia                                                           | Qual. Euro 2024                                                       | -                                                                     | 56’                                                                   |
| 26-3-2024                                                             | Budapest                                                              | Ungheria                                                              | 2 – 0                                                                 | Kosovo                                                                | Amichevole                                                            | -                                                                     | 64’                                                                   |
| 5-6-2024                                                              | Oslo                                                                  | Norvegia                                                              | 3 – 0                                                                 | Kosovo                                                                | Amichevole                                                            | -                                                                     | 40’                                                                   |
| Totale                                                                |                                                                       | Presenze                                                              | 28                                                                    |                                                                       | Reti (5º posto)                                                       | 4                                                                     |                                                                       |

## Palmarès

### Competizioni nazionali
- Campionato norvegese: 1

Rosenborg: 2016
- Coppa di Norvegia: 1

Rosenborg: 2016
- Supercoppa di Norvegia: 1

Rosenborg: 2017